# Hippocampus
Hippocampus er en region i hjernen i den mediale tindingelap. 
Navnet kommer af den kurvede form der til en vis grad ligner en søhest (hvis betegnelse på latin er hippocampus). 
Mennesket har to hippocampi, en på hver side af hjernen. Hippocampus er en del af det limbiske system og spiller en rolle i menneskets orienteringsevne og hukommelse.
Hippocampus er blandt hjernens ældste dele og udviklingen fra archipallium er højt udtrykt hos primater og hvaler.
Hippocampus er blandt de første hjerneregioner hvor der ses ændringer i forbindelse med 
Alzheimers sygdom.